# Куро (район)
Куро (кор. 구로구?, 九老區?, новая романизация: Guro-gu) — один из 25 районов Сеула, столицы Республики Корея. Имеет статус самоуправления.

## Название
Название «Курогу» происходит из предания о девяти старцах, живших на территории нынешнего района Куро. Буквально: «ку» (кор. 구?, 九?) — «девять», «ро» (кор. «로» или «노») — «старый», «старик», и «гу» (или «ку»; кор. 구?, 區?) — «район».

## Расположение на карте города
Район расположен в юго-западной части Сеула, на севере граничит с районом Янчхон, на востоке — с районом Йондынпхо, на юго-востоке — с районом Кымчхон. Территория к западу от Куро принадлежит городу Пучхон, а с юга с Куро соседствуют города Кванмён и Сихын, входящие в состав провинции Кёнгидо.

## История
1 января 1963 года территория пригородных уездов Сихын и Бучхон была передана из состава провинции Кёнгидо Сеулу.
1 апреля 1980 года район Куро выделяется из района Йондынпхо, а современные границы принимает 1 марта 1995 года, когда из его состава выделяется район Кымчхон.

## Общая характеристика
Район занимает площадь в 20,12 км², что составляет 3,3 % от всей площади Сеула. 34,6 % (6,97 км²) от территории Куро занимают кварталы с офисными зданиями, 33,3 % (6,7 км²) приходится на жилые кварталы, 30,2 % (6,09 км²) выделено под зелёную зону, а для промышленных целей отведено всего 1,8 % (0,36 км²) всей площади Куро.
Через район проходят три ветки метро: 1-я, 2-я и 7-я.
На территории Куро, несмотря на указание географической принадлежности в названии, расположены тюрьма Йондынпхо (кор. 영등포 교도소) и следственный изолятор Йондынпхо (кор. 영등포 구치소). Жители окрестностей указанных учреждений неоднократно (практически перед каждыми президентскими выборами и выборами в парламент) устраивали демонстрации и обращались в администрации Куро и Сеула, а также в Министерство юстиции Республики Корея с требованием перенести тюрьму и следственный изолятор в другое место. По планам Министерства юстиции эти учреждения пенитенциарной системы будут перенесены в другой дон (квартал) Куро в 2010 году.
До конца 2007 года Куро состоял из 19 донов (кор. 동), но положением мэрии Сеула № 808 от 28 декабря 2007 года структура района подверглась административному изменению, в результате чего Куро состоял уже из 17 донов. 26 сентября 2008 года таким же положением (№ 830) структура Куро вновь была изменена: количество донов уменьшилось до 15. При этом площадь Куро осталась неизменной.

## Образование
На территории района находятся 95 образовательных учреждений, среди них: 32 детсада, 48 школ, 1 профессиональное образовательное учреждение (전문대), теологический университет Ханъён и Сонгонхве, а также 10 магистратур и 2 прочих учебных заведения.

## Достопримечательности
На улице Родэо (кор. 로데오 거리), недалеко от станции метро «Касан диджитхоль танджи» (кор. 가산디지털단지역), расположено несколько торговых центров, в которых продаются в основном одежда и аксессуары. Особенно на выходных бо́льшую часть покупателей составляют китайские коммерсанты, поэтому голосовые объявления в некоторых торговых центрах дублируются и на китайском языке.

## Населённые пункты — побратимы
Внутри страны:
- деревня Падыльмаль (кор. 바들말마을), уезд Чинчхон, провинция Чхунчхон-Намдо, Республика Корея (с 7 апреля 2006)[7]
- г. Намвон, провинция Чолла-Пукто, Республика Корея (с 4 февраля 1999)[8]
- уезд Куре, провинция Чолла-Намдо, Республика Корея (с 18 апреля 2005)[9]
- уезд Квесан, провинция Чхунчхон-Пукто, Республика Корея (с 21 ноября 2008)[10]

За рубежом:
- г. Пинду (кит. 平度, пиньинь: Píngdù), провинция Шаньдун, Китай (с 11 мая 1995)[11]
- район Тунчжоу (кит. 通州區, пиньинь: Tōngzhōu Qū), г. Пекин, Китай (с 9 апреля 2002)[12]
- коммуна Исилемулино, г. Париж, Франция (с 1 октября 2005)[13]

Дружественные города:
- район Сянфан (кит. 香坊区, пиньинь Xiāngfáng Qū), г. Харбин, провинция Хэйлунцзян, Китай (с 24 марта 2006)[14]
- район Дадун, г. Шэньян (кит. 沈阳, пиньинь: Shěnyáng), провинция Ляонин, Китай (с 27 марта 2006)[15]
- г. Чапел-Хилл, штат Северная Каролина, США (с 10 октября 2006)[16]